# Ídolo

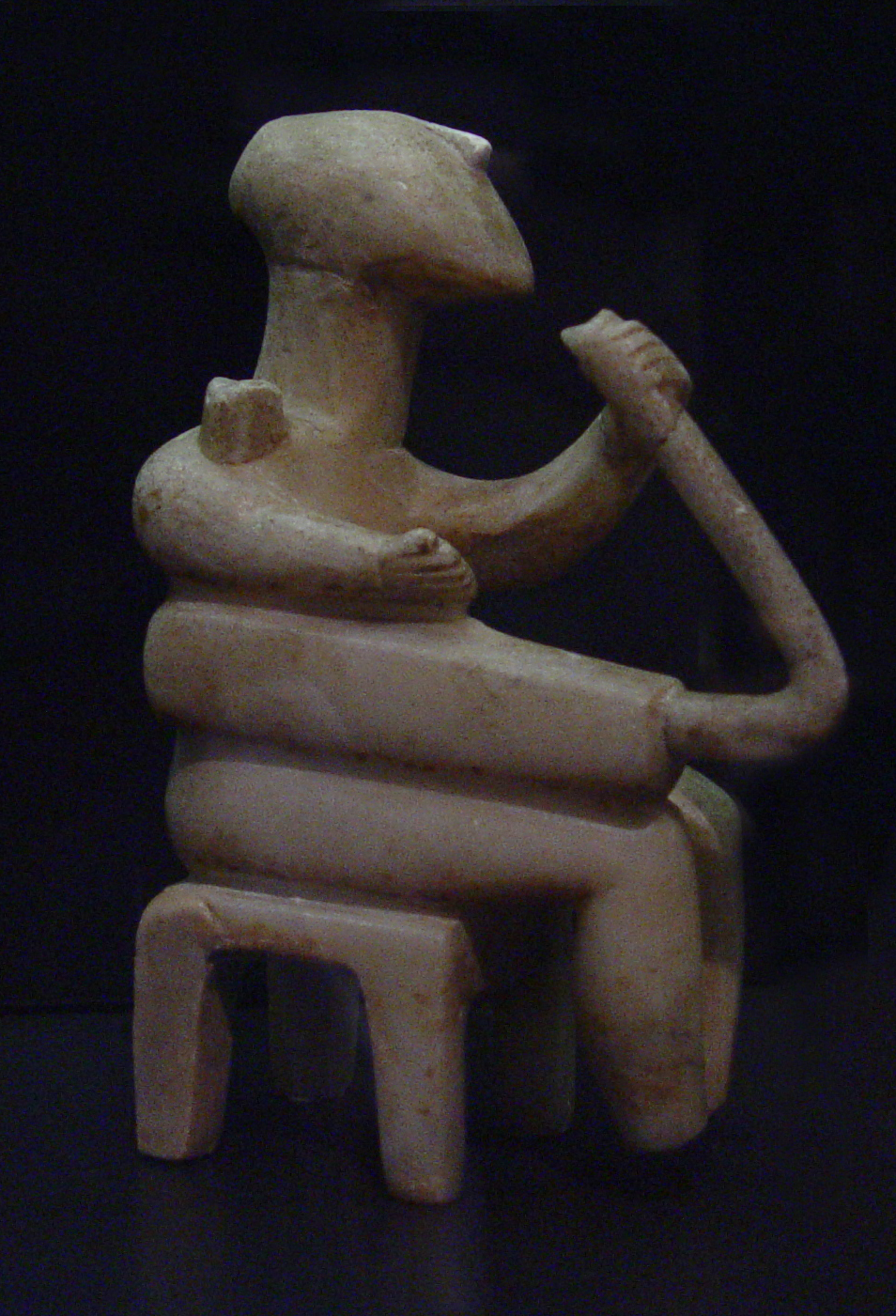
Estatuilla de mármol, 2700-2500 a. C.

Un ídolo es una imagen de culto que es adorado porque se considera que es una divinidad.
En el judaísmo e islamismo, la creación de cualquier imagen que represente a Dios está estrictamente prohibida, bajo la idea de que darle forma manifiesta idolatría.
En comunidades cristianas como el catolicismo, la Comunión anglicana (protestantes de Inglaterra) y las Iglesias ortodoxas existe una aceptación de las imágenes y esculturas religiosas tanto de Jesucristo y los Santos como de la Virgen María a manera de recordatorio analógicamente de lo que actualmente podría ser una fotografía. En realidad, la terminología "ídolo", en el cristianismo, hace referencia a otro tipo de imágenes que eran adoradas en sí mismas o incluso a todo aquello que intente tomar el lugar de Dios, mientras que para las imágenes de Dios y los santos se utiliza el término de icono, sobre todo en las Iglesias orientales y la Iglesia católica.
Por otra parte, en el neopaganismo, budismo, el hinduismo y el jainismo, las imágenes de deidades son comunes, no obstante muchos seguidores de estos credos argumentan que ellos no adoran el ídolo u objeto material en sí mismo, sino a la entidad espiritual que representa y que el objeto físico, como tal, carece de vida. Sin embargo, el rendir culto directo a objetos e ídolos per se es común en algunas religiones como el fetichismo y ciertas formas de animismo y vudú. Es importante destacar que mientras neopaganos e hindúes suelen ser considerados como politeístas (aunque su concepto de deidad puede variar incluyendo concepciones panteístas, henoteístas y animistas) budistas y janinistas no adoran a ningún dios y las imágenes de sus altares son de maestros que alcanzaron la Iluminación y otras deidades de naturaleza espiritual diferente a la de un dios (véase concepto de Buda).
Un caso poco usual se presenta en el hinduismo, donde una estatua puede ser tratada como deidad en un acto de devoción y perder su importancia especial inmediatamente después de haber finalizado el ritual de reverencia.

## Galería

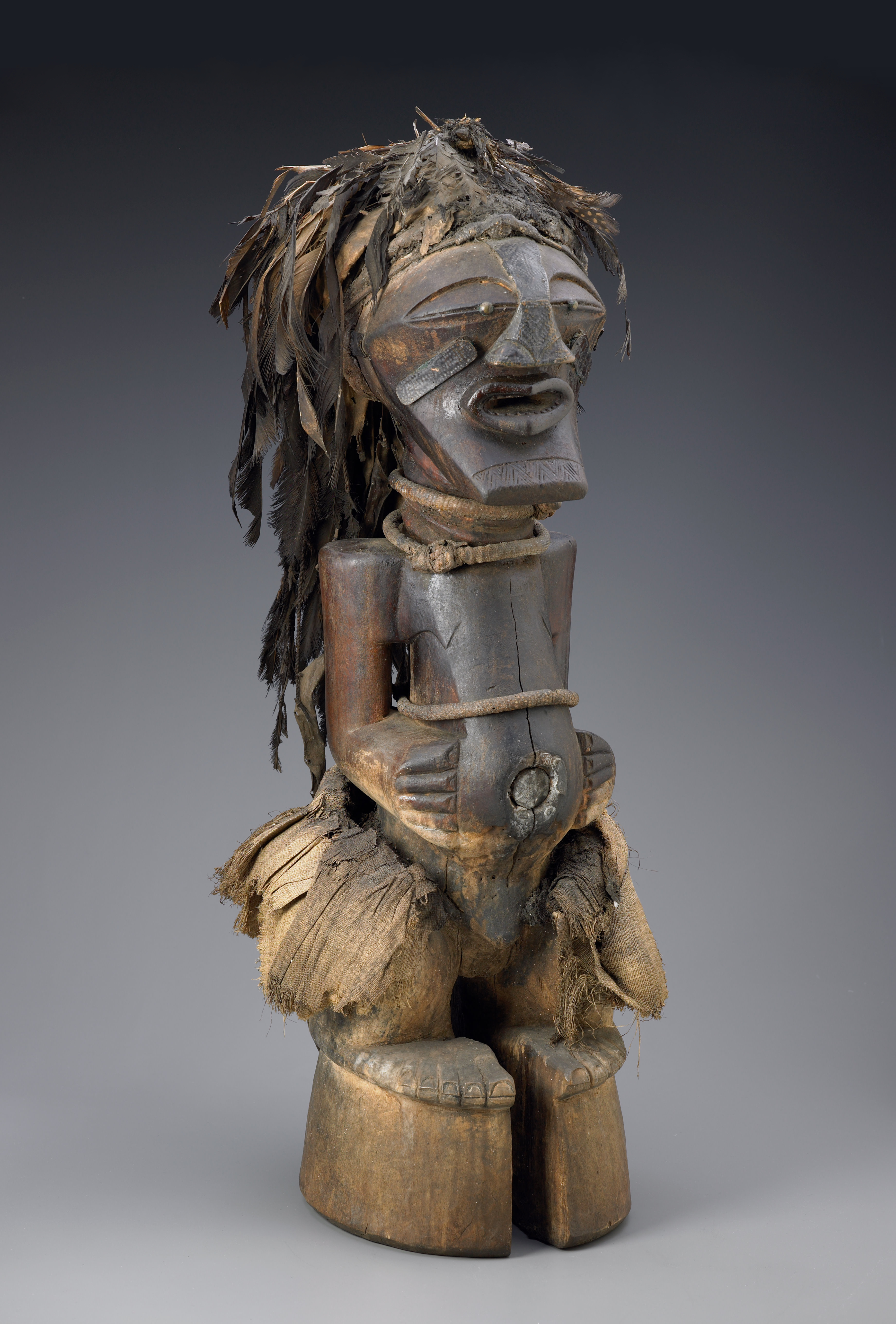
Fetiche africano.
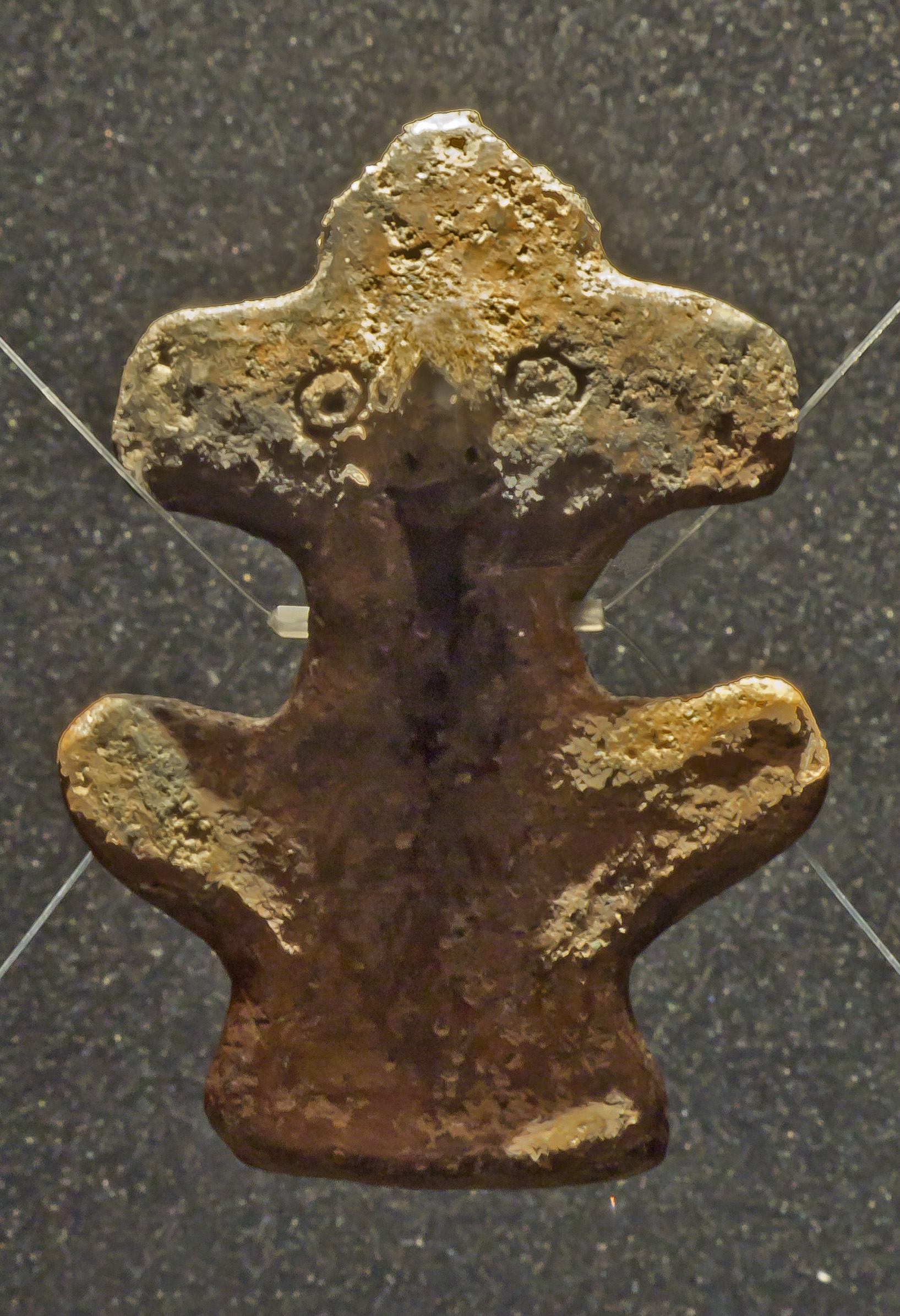
Idolillo de Guatimac, perteneciente a la cultura guanche de la isla de Tenerife (España).
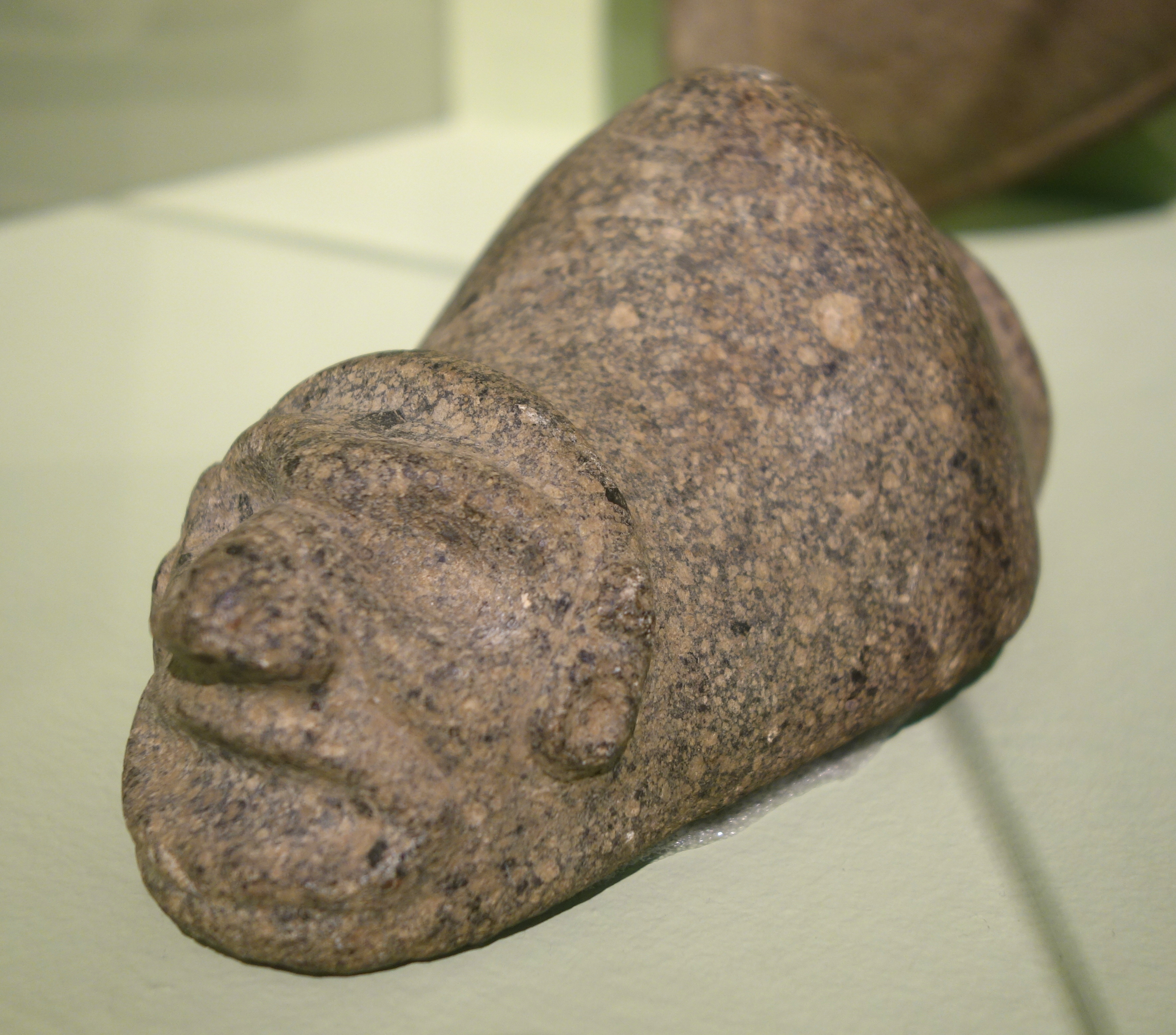
Cemí taíno (Puerto Rico).
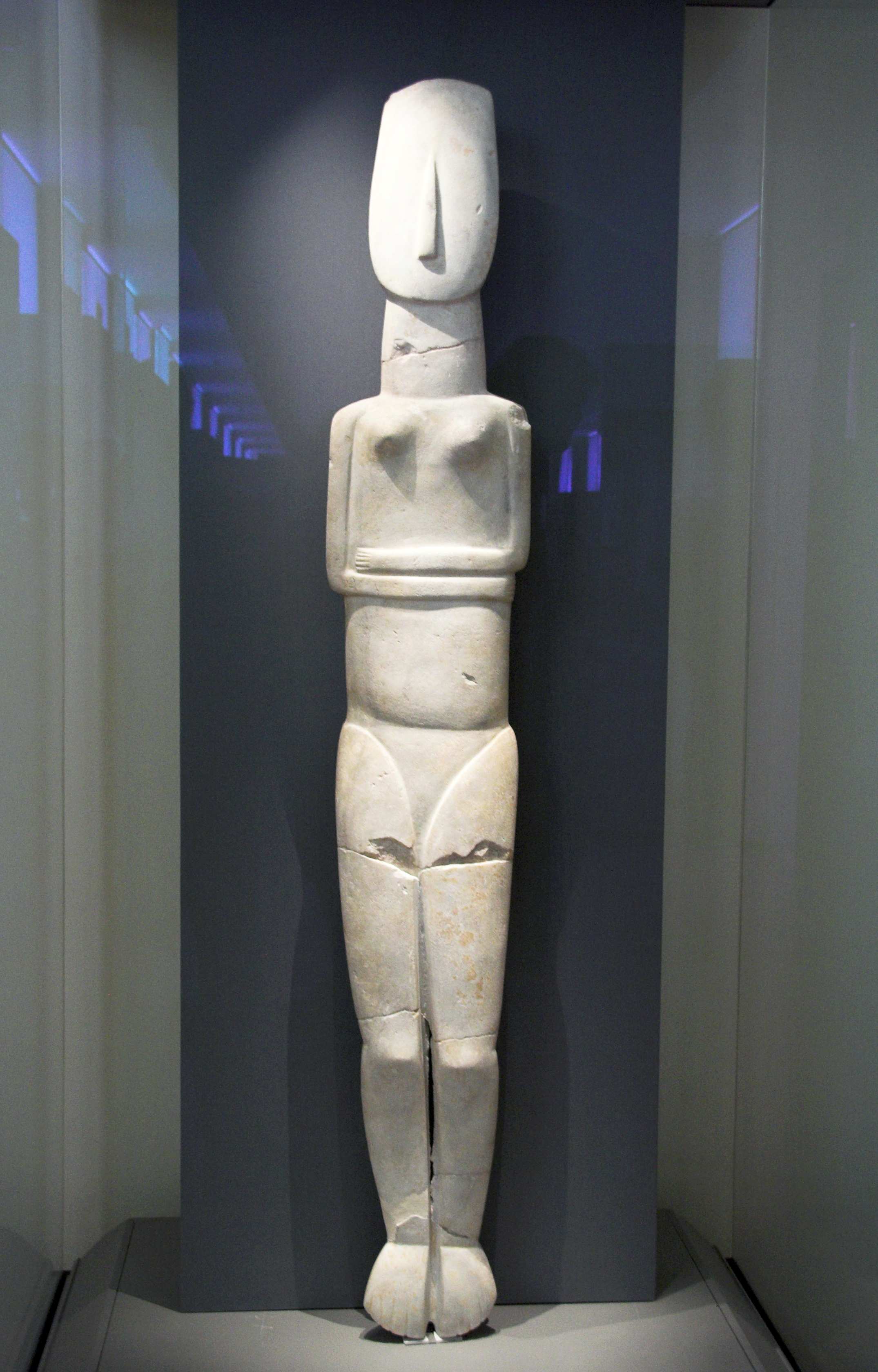
Ídolo perteneciente a la cultura cicládica.
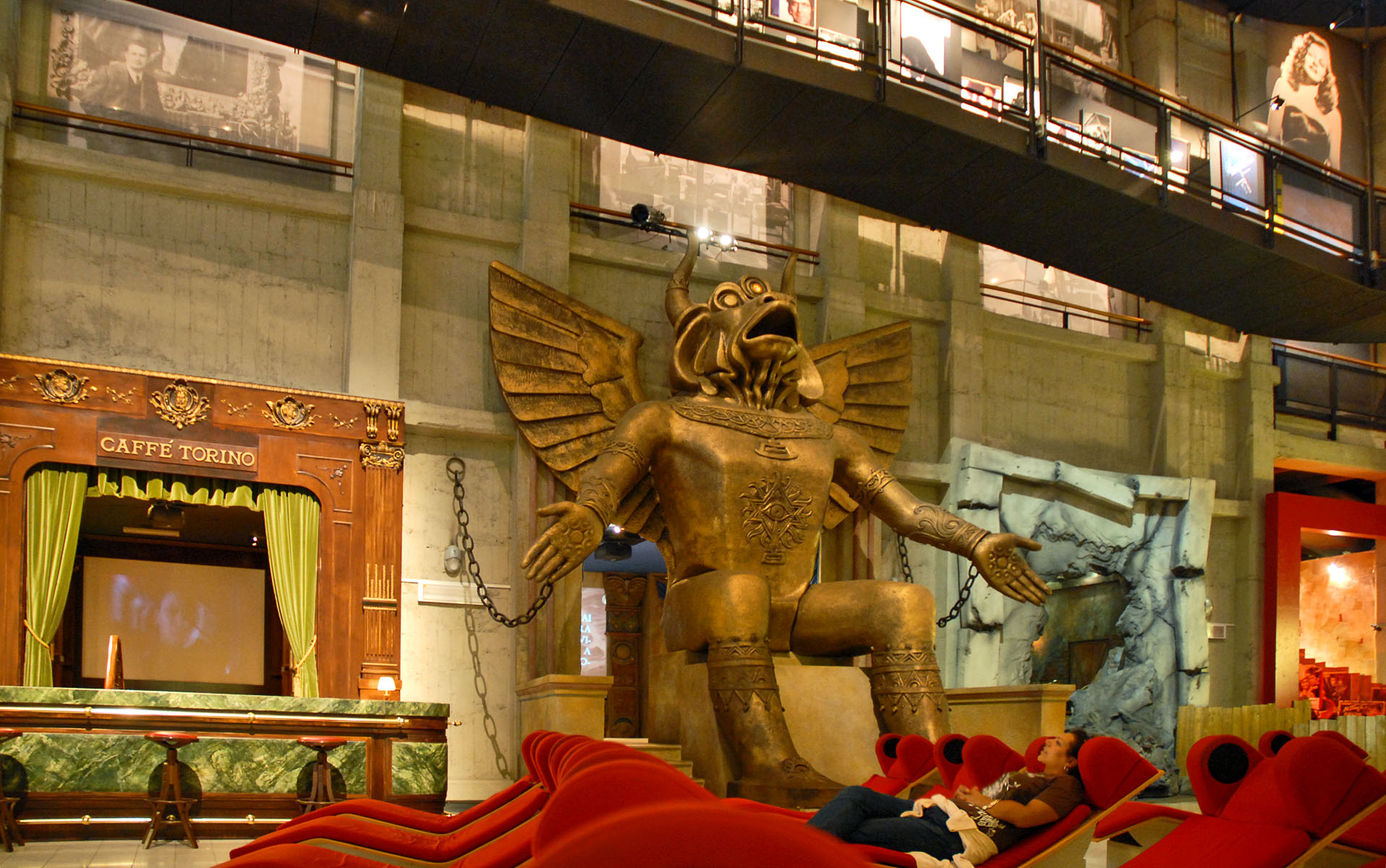
Estatua cobriza de Moloch, dios de los pueblos de Canaán, Amonita y Fenicia.
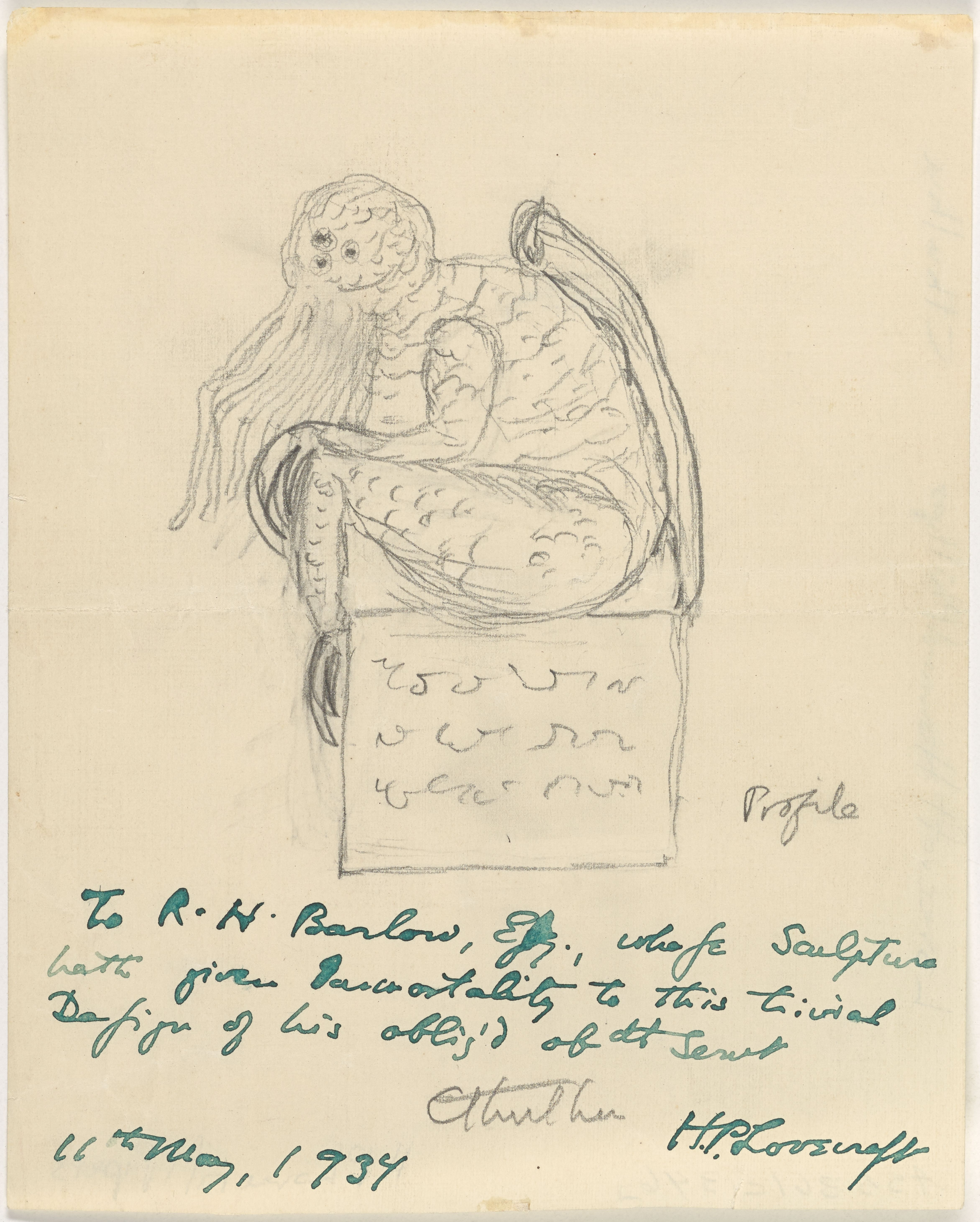
Estatuilla de Cthulhu, ser central en los Mitos de Cthulhu.
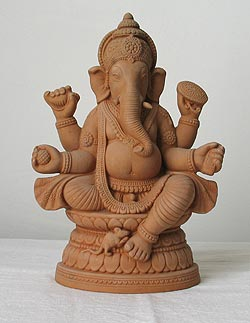
Ganesha representado como un murti
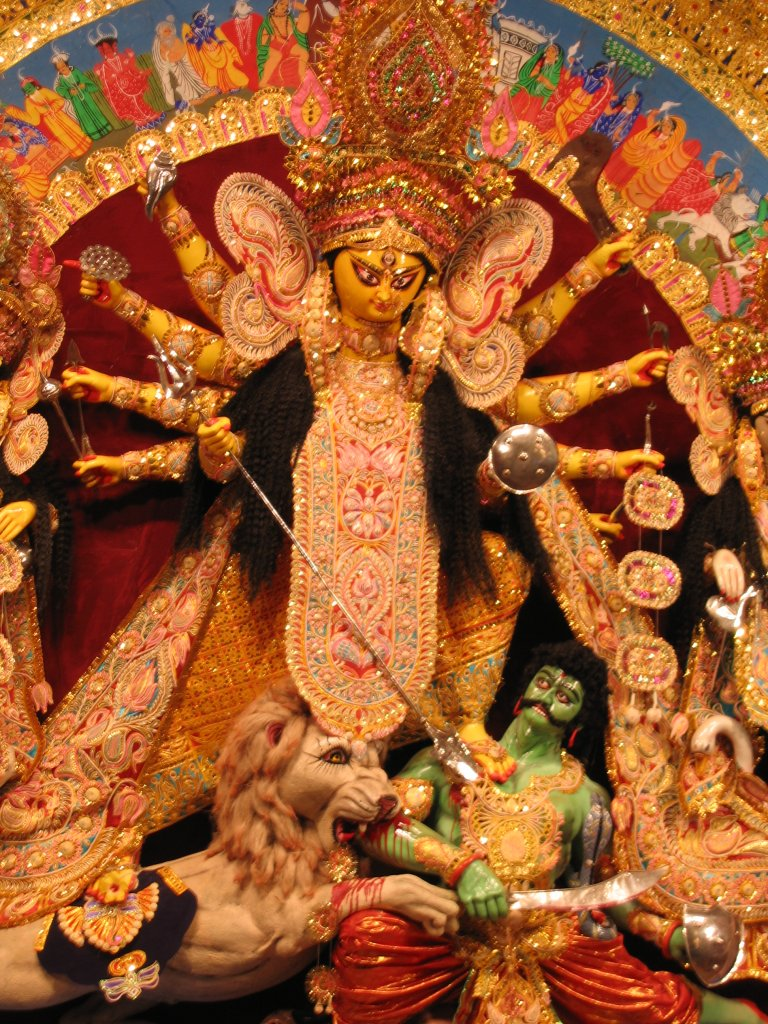
Imagen de la diosa Durgá en el Maddox Square (Calcuta).
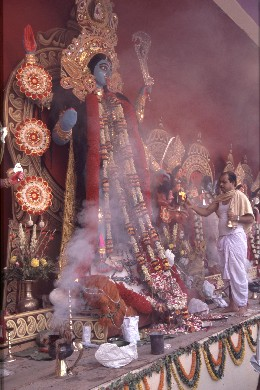
Pandit dando ofrendas a la diosa Kali.
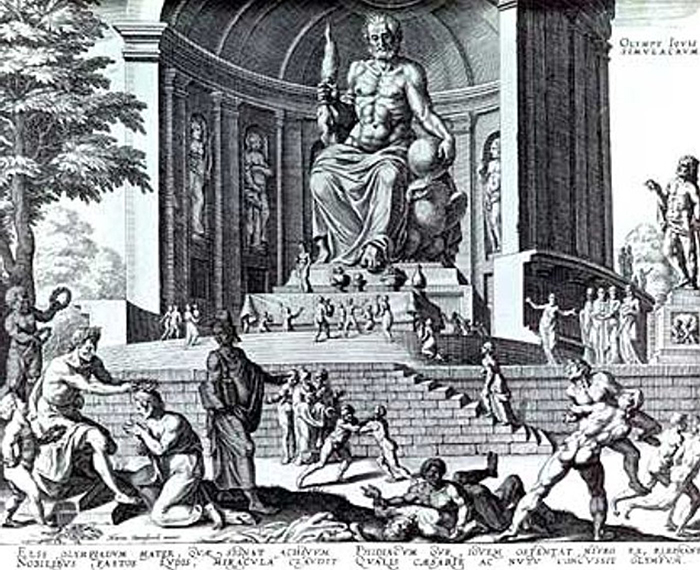
Estatua de Zeus en Olimpia, con 13 metros de altura fue una de las Siete maravillas del mundo antiguo.
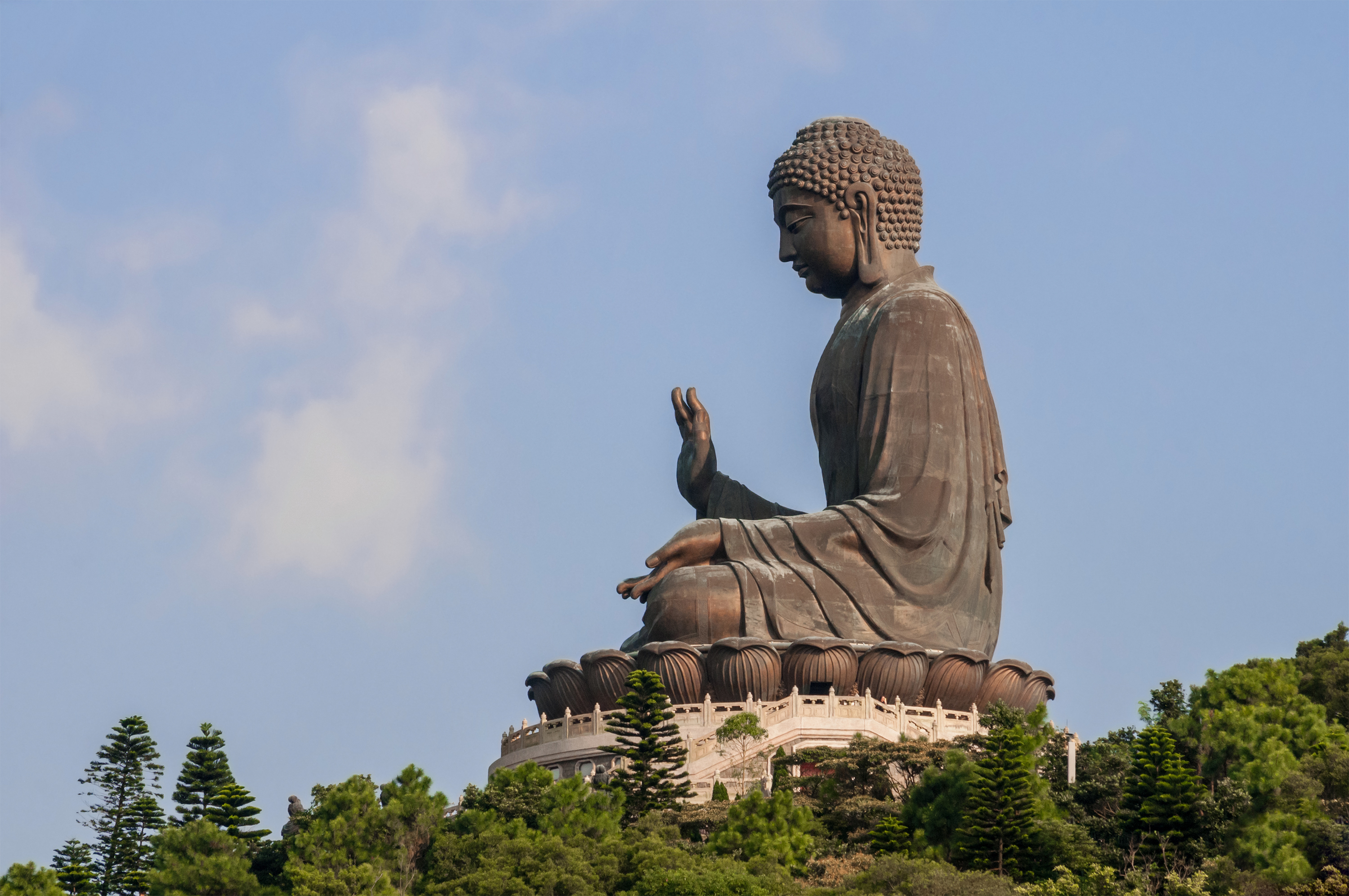
Buda Tian Tan, Hong Kong. Un buda no es un dios, sino un sabio que alcanza el despertar espiritual (Nirvana).
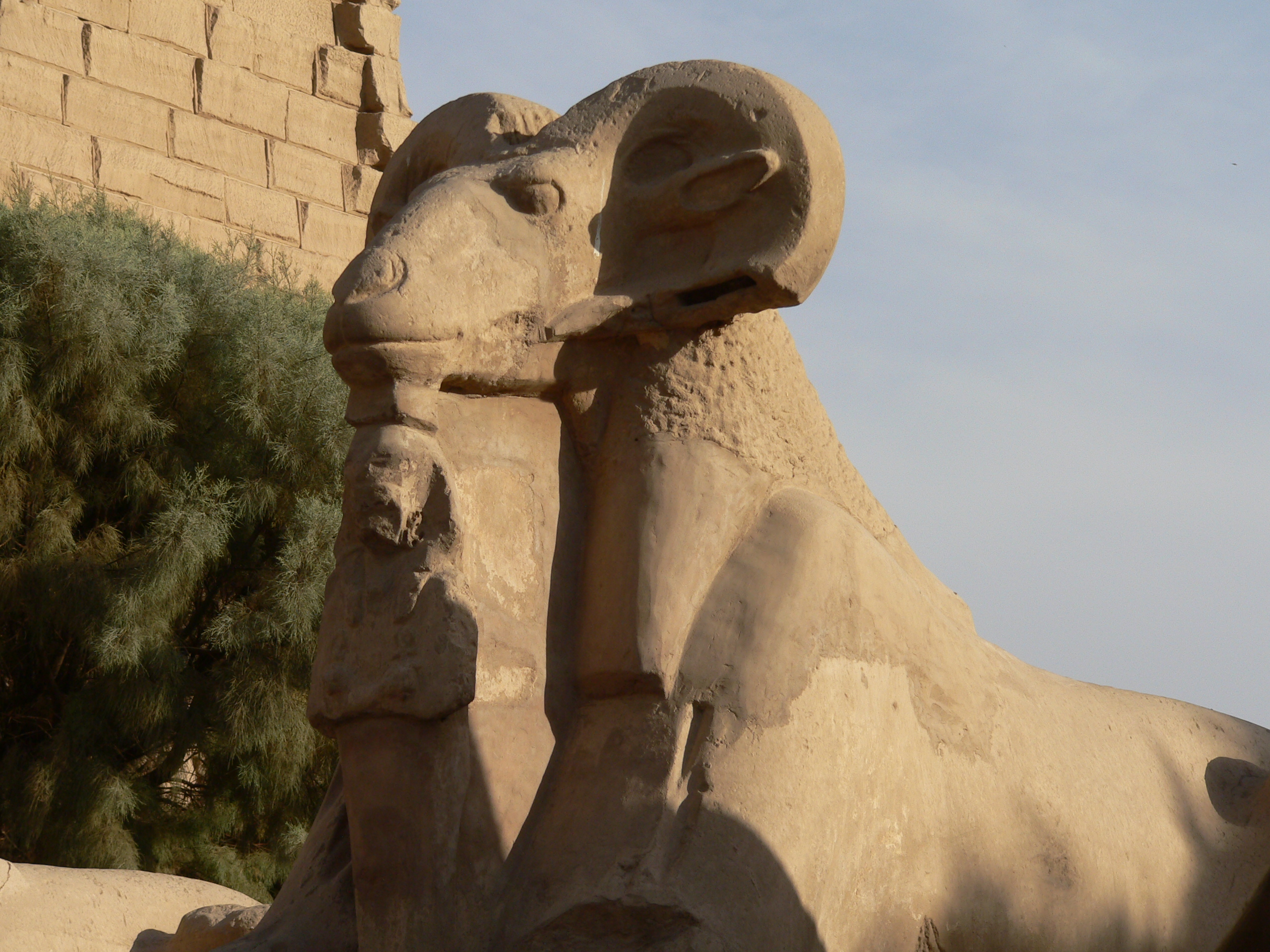
Estatua de Amón, Templo de Karnak.
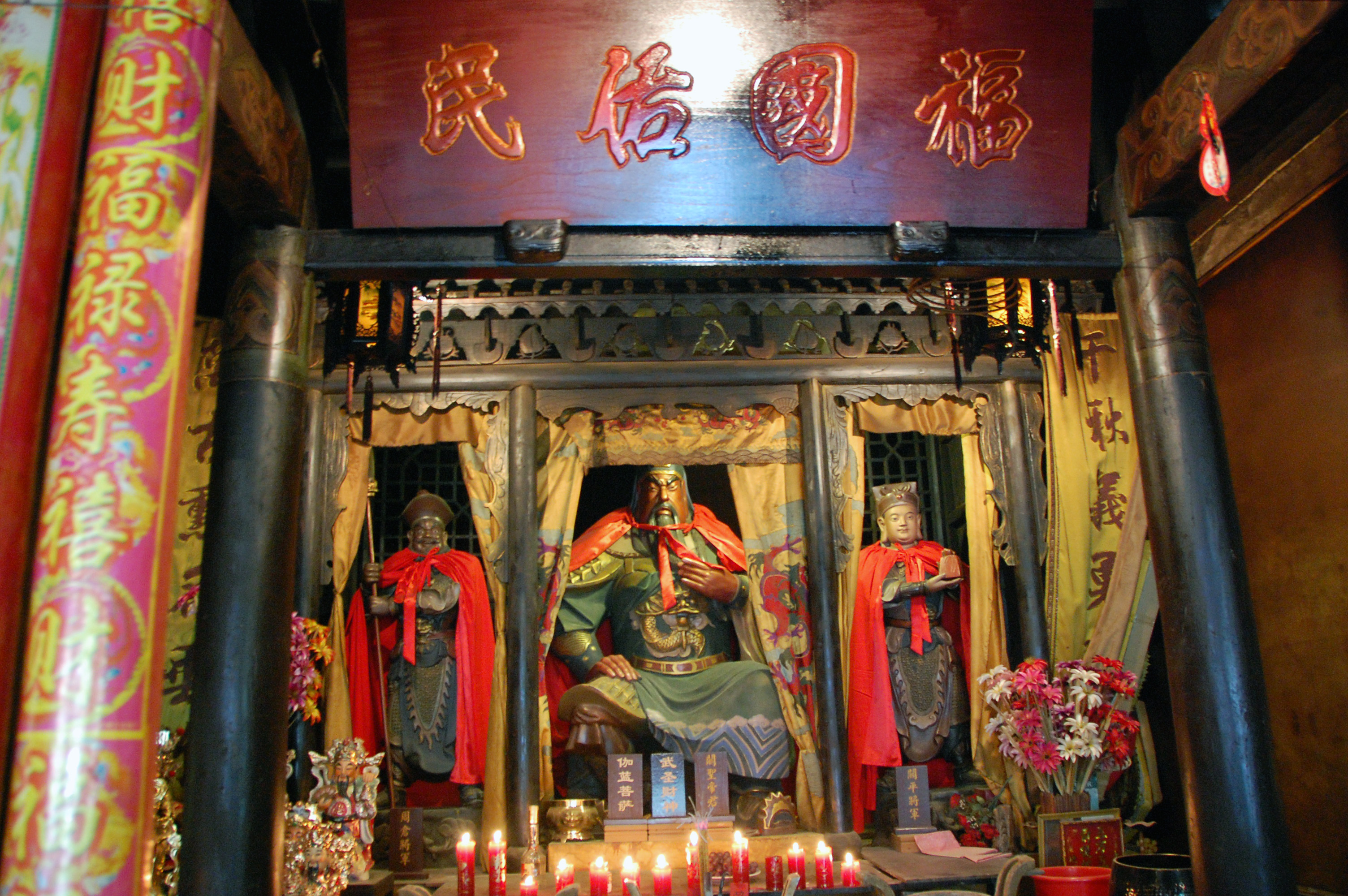
Altar a Guan Yu en Jinan (Shandong, China).
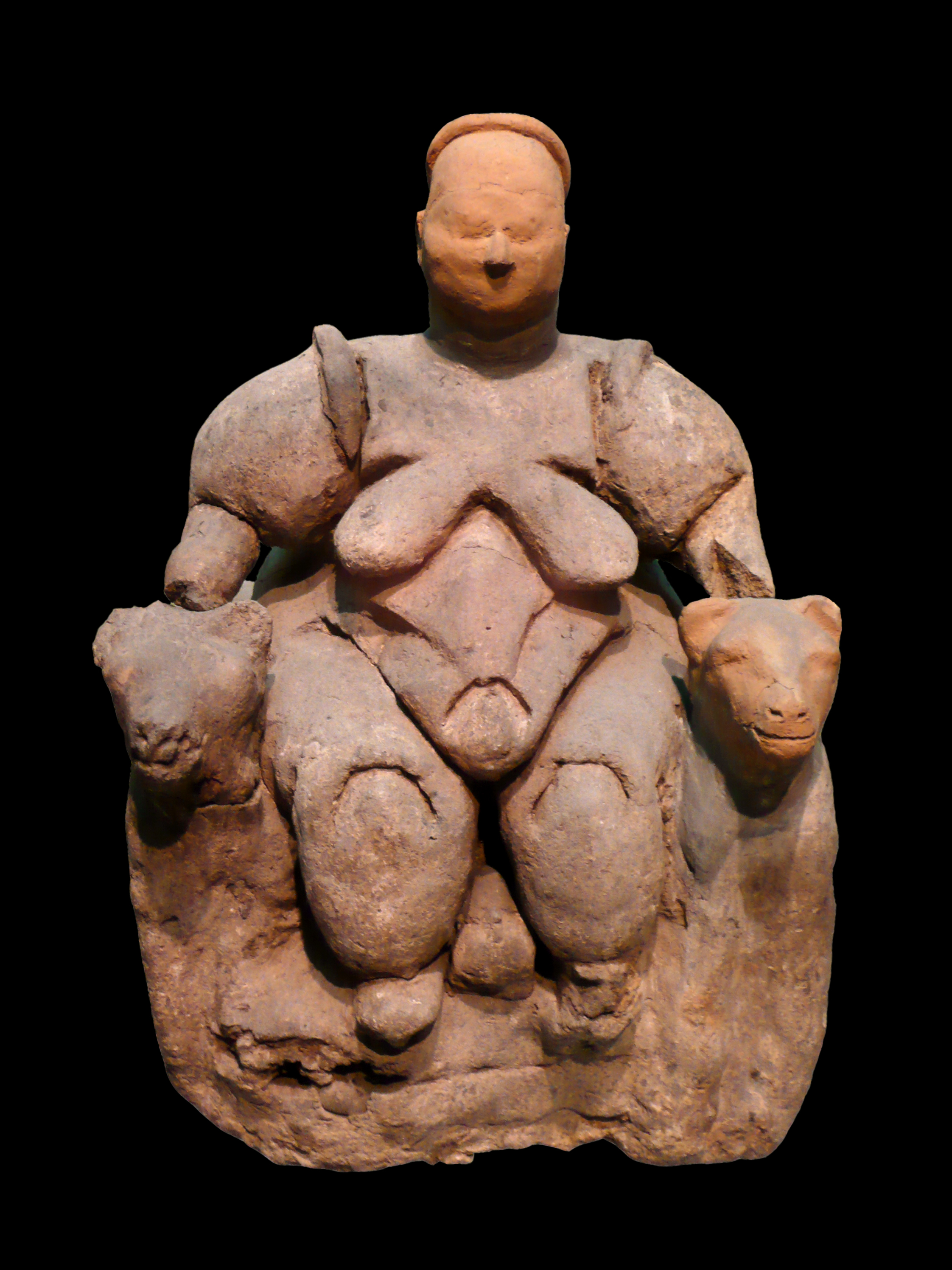
ídolo de la edad neolítica (6000-5500 AC). Se le denomina Mujer sentada de Çatalhöyük.